# 弗朗索瓦·恩格泽
弗朗索瓦·恩格泽（法語：。1953年—），1993年10月21日至1993年10月27日期間，成為蒲隆地國家的重要領導人。他出生於布瓊布拉省，在因為遭遇軍事政變而使得民選蒲隆地總統梅爾希奧·恩達達耶逝世後，軍方成立公共救國委員會並且推舉其擔任主席。